# Rossignol à ventre roux
Tarsiger hyperythrus
Espèce
Statut de conservation UICN

 LC  : Préoccupation mineure
Le Rossignol à ventre roux (Tarsiger hyperythrus) est une espèce de passereaux de la famille des Muscicapidae.

## Répartition
Cet oiseau peuple la partie orientale de l'Himalaya.